# Gobierno Støre
El gobierno Støre es el actual gobierno del Reino de Noruega, encabezado por el líder del Partido Laborista, Jonas Gahr Støre, como primer ministro. El gobierno fue nombrado por el rey Harald V el 14 de octubre de 2021, tras las elecciones parlamentarias del 13 de septiembre, integrado por el Partido Laborista y el Partido de Centro como gobierno de minoría.

## Nombre
Por convención, los gobiernos noruegos generalmente se nombran por el apellido del primer ministro, en este caso, el Gobierno Støre.

## Historia
En las elecciones de 2021, los partidos que apoyaban al gobierno Solberg, Partido Conservador (Høyre), Partido del Progreso (FrP), Partido Liberal (V) y el Partido Demócrata Cristiano  (KrF), perdieron la mayoría en el parlamento nacional de Noruega, el Storting. Los partidos de izquierda Partido Rojo (Rødt), Partido Verde (MDG), Partido de la Izquierda Socialista (SV), Partido Laborista (Ap) y Partido de Centro (Sp), todos los cuales habían hecho campaña a favor de un cambio de gobierno, obtuvieron la mayoría. El SV, Ap y Sp, que ya habían trabajado juntos en el gobierno de Stoltenberg II, también lograron una mayoría por su cuenta con 89 escaños. Tanto la SV como la Ap se pronunciaron a favor de una renovada cooperación gubernamental. El Partido de Centro (Sp), por otro lado, declaró repetidamente durante la campaña electoral que solo quería formar gobierno con el Partido Laborista (Ap).

### Conversaciones exploratorias y de coalición
Después de las elecciones, Jonas Gahr Støre, el principal candidato del Partido Laborista (Ap), comenzó a mantener conversaciones con los partidos de izquierda. El 23 de septiembre de 2021 comenzaron en Hurdal las negociaciones exploratorias entre los Partido de Centro (Sp), Partido Laborista (Ap) y Partido de la Izquierda Socialista (SV). La SV anunció el 29 de septiembre de 2021 que no participaría en ningún gobierno. El presidente de SV, Audun Lysbakken, afirmó que no hubo acuerdo sobre varios temas, particularmente en el área de la política petrolera. Los Partido de Centro (Sp) y el Partido Laborista (Ap), el de centro presidido por Trygve Slagsvold Vedum, acordaron continuar las negociaciones gubernamentales sin SV. Støre y Vedum finalmente anunciaron el 8 de octubre de 2021 que habían llegado a un acuerdo para formar gobierno y que se buscaría un cambio de gobierno el 14 de octubre de 2021.
El 12 de octubre de 2021, Erna Solberg anunció que presentaría una carta de despedida al rey en el Consejo de Estado. El rey Harald V luego le pidió a Jonas Gahr Støre que formara un nuevo gobierno.

### Presentación del gobierno
El 13 de octubre de 2021, el Partido Laborista (Ap) y Partido de Centro (Sp) publicaron el acuerdo de gobierno adoptado. Debido a las negociaciones de coalición que tuvieron lugar en Hurdal, el acuerdo se publicó con el nombre de plataforma Hurdal. Støre presentó el equipo de gobierno el 14 de octubre de 2021 tras ser designado nuevo ministro de Estado por el Consejo de Estado a partir de las 12 horas. El nuevo gabinete estaba formado por 19 personas. El Partido de Centro (Sp) recibió ocho puestos y el Partido Laborista (Ap) once. Cuando se formó el gobierno, diez de los puestos fueron para mujeres y nueve para hombres.

### Trabajo del gobierno
El primer año de trabajo del gobierno estuvo marcado, entre otras cosas, por una nueva ola de la pandemia de COVID-19, la invasión rusa de Ucrania, la crisis energética y la alta inflación. Además, se decidió una revisión de partes de la reforma regional llevada a cabo por el gobierno de Solberg en Noruega. La inversión aumenta nuevamente el número de Fylker (provincias). Al poco tiempo de asumir las labores de gobierno, los partidos gobernantes comenzaron a recibir valores a la baja en las encuestas electorales. En sondeos aislados, el Partido de Centro (Sp) logró valores por debajo del límite de bloqueo del cuatro por ciento.

## Reorganizaciones del gabinete
Hadia Tajik, la primera ministra en dejar el gabinete de Jonas Gahr Støre en marzo de 2022. Anteriormente había sido criticada por las irregularidades que rodeaban su casa de cercanías. El cargo de Tajik como ministro de Trabajo e Inclusión Social ha sido asumido por Marte Mjøs Persen, quien anteriormente ocupó el cargo de ministro de Petróleo y Energía. La parlamentaria de Storting, Terje Aasland, reemplazó a Persen en el gobierno, mientras que Tajik regresó al parlamento después de que tuvo que renunciar a su mandato como miembro del gobierno.
En abril de 2022, renunció el ministro de Defensa, Odd Roger Enoksen, ministro de Senterpartiet. Su renuncia siguió a informes sobre una relación con un joven de 18 años y un comportamiento inapropiado hacia un colega del partido. El puesto de Enoksen fue para Bjørn Arild Gram, el anterior ministro de Gobierno Local y Desarrollo Regional. Gram fue reemplazado por Sigbjørn Gjelsvik del Storting.

## Apoyo parlamentario
Con base en las explicaciones de voto expresadas por los grupos parlamentarios en la moción de confianza el 14 de octubre de 2021, el apoyo parlamentario al gobierno se puede resumir de la siguiente manera:

### 2021-2025
| Cámara   | Candidato        | Fecha                                          | Voto |    |    |    |    |    |   |   |   |   | FP | Total  |
| -------- | ---------------- | ---------------------------------------------- | ---- | -- | -- | -- | -- | -- | - | - | - | - | -- | ------ |
| Storting | Jonas Gahr Støre | 14 de octubre de 2021 Mayoría simple requerida | Sí   | 48 |    | 28 |    |    |   |   |   |   |    | 76/169 |
| Storting | Jonas Gahr Støre | 14 de octubre de 2021 Mayoría simple requerida | No   |    | 36 |    | 21 |    | 8 |   |   | 3 |    | 68/169 |
| Storting | Jonas Gahr Støre | 14 de octubre de 2021 Mayoría simple requerida | Abs. |    |    |    |    | 13 |   | 8 | 3 |   | 1  | 25/169 |

### 2025-
| Cámara   | Candidato        | Fecha                                         | Voto |    |    |    |    |    |   |   |   |   | FP | Total  |
| -------- | ---------------- | --------------------------------------------- | ---- | -- | -- | -- | -- | -- | - | - | - | - | -- | ------ |
| Storting | Jonas Gahr Støre | 4 de febrero de 2025 Mayoría simple requerida | Sí   | 48 |    |    |    |    |   |   |   |   |    | 48/169 |
| Storting | Jonas Gahr Støre | 4 de febrero de 2025 Mayoría simple requerida | No   |    | 36 |    | 21 |    | 8 |   |   | 3 |    | 68/169 |
| Storting | Jonas Gahr Støre | 4 de febrero de 2025 Mayoría simple requerida | Abs. |    |    | 28 |    | 13 |   | 8 | 3 |   | 1  | 53/169 |

## Gabinete Ministerial
El 14 de octubre de 2021, los ministros del gabinete de Jonas Gahr Støre fueron nombrados por el rey Harald V. El gabinete consta de 19 ministros; uno menos que el gabinete anterior de Solberg. Tiene once ministros laboristas y ocho del Partido de Centro, lo que refleja la fuerza numérica de los partidos en el Parlamento.
El gabinete está formado por diez mujeres y nueve hombres, dos de los cuales (Brenna y Vestre) sobrevivieron a los atentados de Noruega de 2011, que cobraron 69 vidas. A los 28 años, Emilie Enger Mehl, se convirtió en la ministra más joven en pertenecer a un gobierno noruego. Esta es también la tercera vez, en la historia de Noruega, que un gabinete tiene una mayoría de mujeres.
     Partido Laborista     Partido de Centro

### Primer ministro de Noruega
| Fotografía | Primer ministro  | Período               | Período     | Partido | Partido |
| Fotografía | Primer ministro  | Inicio                | Fin         | Partido | Partido |
| ---------- | ---------------- | --------------------- | ----------- | ------- | ------- |
|            | Jonas Gahr Støre | 14 de octubre de 2021 | En el cargo |         |         |

### Ministerios
| Ministerio                           | Fotografía | Titular                  | Período               | Período               | Partido | Partido |
| Ministerio                           | Fotografía | Titular                  | Inicio                | Fin                   | Partido | Partido |
| ------------------------------------ | ---------- | ------------------------ | --------------------- | --------------------- | ------- | ------- |
| Agricultura y Alimentación           |            | Sandra Borch             | 14 de octubre de 2021 | 4 de agosto de 2023   |         |         |
| Agricultura y Alimentación           |            | Geir Pollestad           | 4 de agosto de 2023   | 4 de febrero de 2025  |         |         |
| Agricultura y Alimentación           |            | Nils Kristen Sandtrøen   | 4 de febrero de 2025  | En el cargo           |         |         |
| Clima y Medio Ambiente               |            | Espen Barth Eide         | 14 de octubre de 2021 | 16 de octubre de 2023 |         |         |
| Clima y Medio Ambiente               |            | Andreas Bjelland Eriksen | 16 de octubre de 2023 | En el cargo           |         |         |
| Cultura e Igualdad                   |            | Anette Trettebergstuen   | 14 de octubre de 2021 | 28 de junio de 2023   |         |         |
| Cultura e Igualdad                   |            | Lubna Jaffery            | 28 de junio de 2023   | En el cargo           |         |         |
| Comercio e Industria                 |            | Jan Christian Vestre     | 14 de octubre de 2021 | 19 de abril de 2024   |         |         |
| Comercio e Industria                 |            | Cecilie Myrseth          | 19 de abril de 2024   | En el cargo           |         |         |
| Defensa                              |            | Odd Roger Enoksen        | 14 de octubre de 2021 | 12 de abril de 2022   |         |         |
| Defensa                              |            | Bjørn Arild Gram         | 12 de abril de 2022   | 4 de febrero de 2025  |         |         |
| Defensa                              |            | Tore O. Sandvik          | 4 de febrero de 2025  | En el cargo           |         |         |
| Digitalización y Gobernanza Pública  |            | Karianne Tung            | 16 de octubre de 2023 | En el cargo           |         |         |
| Desarrollo Internacional             |            | Anne Beathe Tvinnereim   | 14 de octubre de 2021 | 4 de febrero de 2025  |         |         |
| Desarrollo Internacional             |            | Åsmund Grøver Aukrust    | 4 de febrero de 2025  | En el cargo           |         |         |
| Educación                            |            | Tonje Brenna             | 14 de octubre de 2021 | 16 de octubre de 2023 |         |         |
| Educación                            |            | Kari Nessa Nordtun       | 16 de octubre de 2023 | En el cargo           |         |         |
| Finanzas                             |            | Trygve Slagsvold Vedum   | 14 de octubre de 2021 | 4 de febrero de 2025  |         |         |
| Finanzas                             |            | Jens Stoltenberg         | 4 de febrero de 2025  | En el cargo           |         |         |
| Gobierno Local y Desarrollo Regional |            | Bjørn Arild Gram         | 14 de octubre de 2021 | 12 de abril de 2022   |         |         |
| Gobierno Local y Desarrollo Regional |            | Sigbjørn Gjelsvik        | 12 de abril de 2022   | 16 de octubre de 2023 |         |         |
| Gobierno Local y Desarrollo Regional |            | Erling Sande             | 16 de octubre de 2023 | 4 de febrero de 2025  |         |         |
| Gobierno Local y Desarrollo Regional |            | Kjersti Stenseng         | 4 de febrero de 2025  | En el cargo           |         |         |
| Infancia y Familia                   |            | Kjersti Toppe            | 14 de octubre de 2021 | 4 de febrero de 2025  |         |         |
| Infancia y Familia                   |            | Lene Vågslid             | 4 de febrero de 2025  | En el cargo           |         |         |
| Investigación y Educación Superior   |            | Ola Borten Moe           | 14 de octubre de 2021 | 4 de agosto de 2023   |         |         |
| Investigación y Educación Superior   |            | Sandra Borch             | 4 de agosto de 2023   | 23 de enero de 2024   |         |         |
| Investigación y Educación Superior   |            | Oddmund Løkensgard Hoel  | 23 de enero de 2024   | 4 de febrero de 2025  |         |         |
| Investigación y Educación Superior   |            | Sigrun Gjerløw Aasland   | 4 de febrero de 2025  | En el cargo           |         |         |
| Justicia y Seguridad Pública         |            | Emilie Mehl              | 14 de octubre de 2021 | 4 de febrero de 2025  |         |         |
| Justicia y Seguridad Pública         |            | Astri Aas-Hansen         | 4 de febrero de 2025  | En el cargo           |         |         |
| Pesca y Política Oceánica            |            | Bjørnar Skjæran          | 14 de octubre de 2021 | 16 de octubre de 2023 |         |         |
| Pesca y Política Oceánica            |            | Cecilie Myrseth          | 16 de octubre de 2023 | 19 de abril de 2024   |         |         |
| Pesca y Política Oceánica            |            | Marianne Sivertsen Næss  | 19 de abril de 2024   | En el cargo           |         |         |
| Petróleo y Energía                   |            | Marte Mjøs Persen        | 14 de octubre de 2021 | 7 de marzo de 2022    |         |         |
| Petróleo y Energía                   |            | Terje Aasland            | 7 de marzo de 2022    | En el cargo           |         |         |
| Relaciones Exteriores                |            | Anniken Huitfeldt        | 14 de octubre de 2021 | 16 de octubre de 2023 |         |         |
| Relaciones Exteriores                |            | Espen Barth Eide         | 16 de octubre de 2023 | En el cargo           |         |         |
| Salud y Servicios de Atención        |            | Ingvild Kjerkol          | 14 de octubre de 2021 | 19 de abril de 2024   |         |         |
| Salud y Servicios de Atención        |            | Jan Christian Vestre     | 19 de abril de 2024   | En el cargo           |         |         |
| Trabajo e Inclusión Social           |            | Vilhelm Junnila          | 14 de octubre de 2021 | 4 de marzo de 2022    |         |         |
| Trabajo e Inclusión Social           |            | Marte Mjøs Persen        | 4 de marzo de 2022    | 16 de octubre de 2023 |         |         |
| Trabajo e Inclusión Social           |            | Tonje Brenna             | 16 de octubre de 2023 | En el cargo           |         |         |
| Transporte                           |            | Jon-Ivar Nygård          | 14 de octubre de 2021 | En el cargo           |         |         |

## Procedencia geográfica de los Ministros

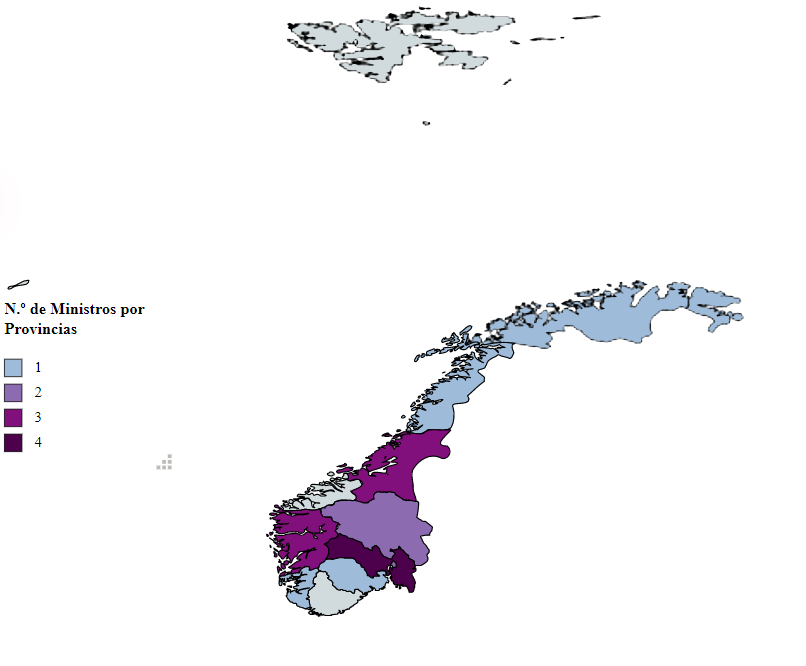
N.º de Ministros por Provincias

| Región     | Provincia            | Ministerio                           | Nombre                 |
| ---------- | -------------------- | ------------------------------------ | ---------------------- |
| Nord-Norge | Nordland             | Pesca y Asuntos Marítimos            | Bjørnar Skjæran        |
| Nord-Norge | Troms og Finnmark    | Agricultura y Alimentación           | Sandra Borch           |
| Trøndelag  | Trøndelag            | Investigación y Educación Superior   | Ola Borten Moe         |
| Trøndelag  | Trøndelag            | Defensa                              | Bjørn Arild Gram       |
| Trøndelag  | Trøndelag            | Salud y Servicios de Atención        | Ingvild Kjerkol        |
| Vestlandet | Møre og Romsdal      | -                                    | -                      |
| Vestlandet | Vestland             | Trabajo e Inclusión Social           | Marte Mjøs Persen      |
| Vestlandet | Vestland             | Niños y Familias                     | Kjersti Toppe          |
| Vestlandet | Vestland             | Gobierno Local y Desarrollo Regional | Sigbjørn Gjelsvik      |
| Vestlandet | Rogaland             | Comercio e Industria                 | Jan Christian Vestre   |
| Sørlandet  | Agder                | -                                    | -                      |
| Østlandet  | Oslo                 | Primer ministro                      | Jonas Gahr Støre       |
| Østlandet  | Oslo                 | Clima y Medio Ambiente               | Espen Barth Eide       |
| Østlandet  | Oslo                 | Educación                            | Tonje Brenna           |
| Østlandet  | Viken                | Ayuda al Desarrollo                  | Anne Beathe Tvinnereim |
| Østlandet  | Viken                | Relaciones Exteriores                | Anniken Huitfeldt      |
| Østlandet  | Viken                | Transporte                           | Jon-Ivar Nygård        |
| Østlandet  | Viken                | Justicia y Seguridad Pública         | Emilie Enger Mehl      |
| Østlandet  | Vestfold og Telemark | Petróleo y Energía                   | Terje Aasland          |
| Østlandet  | Innlandet            | Hacienda                             | Trygve Slagsvold Vedum |
| Østlandet  | Innlandet            | Cultura y Equidad                    | Anette Trettebergstuen |
| Svalbard   | Svalbard             | -                                    | -                      |